# Hornos de Lonquén
Hornos de Lonquén fue un lugar donde se encontraron el 30 de noviembre de 1978 restos de detenidos desaparecidos en Chile. Estas personas habían sido detenidas en la localidad de Isla de Maipo el 7 de octubre de 1973.

## Antecedentes
Quince campesinos, todos varones, entre 17 y 51 años, fueron detenidos por carabineros en la localidad de Isla de Maipo, al sur de Santiago. Sergio Maureira Lillo y sus cuatro hijos, Rodolfo Antonio, Sergio Miguel, Segundo Armando y José Manuel; Oscar Hernández Flores y sus hermanos Carlos y Nelson; Enrique Astudillo Álvarez y sus dos hijos Omar y Ramón; y los cuatro jóvenes Miguel Brant, Iván Ordóñez, José Herrera y Manuel Navarro. Todos ellos fueron llevados desde sus hogares hasta la tenencia de Isla de Maipo, en ese lugar fue la última vez que se les vio con vida.

## Descubrimiento

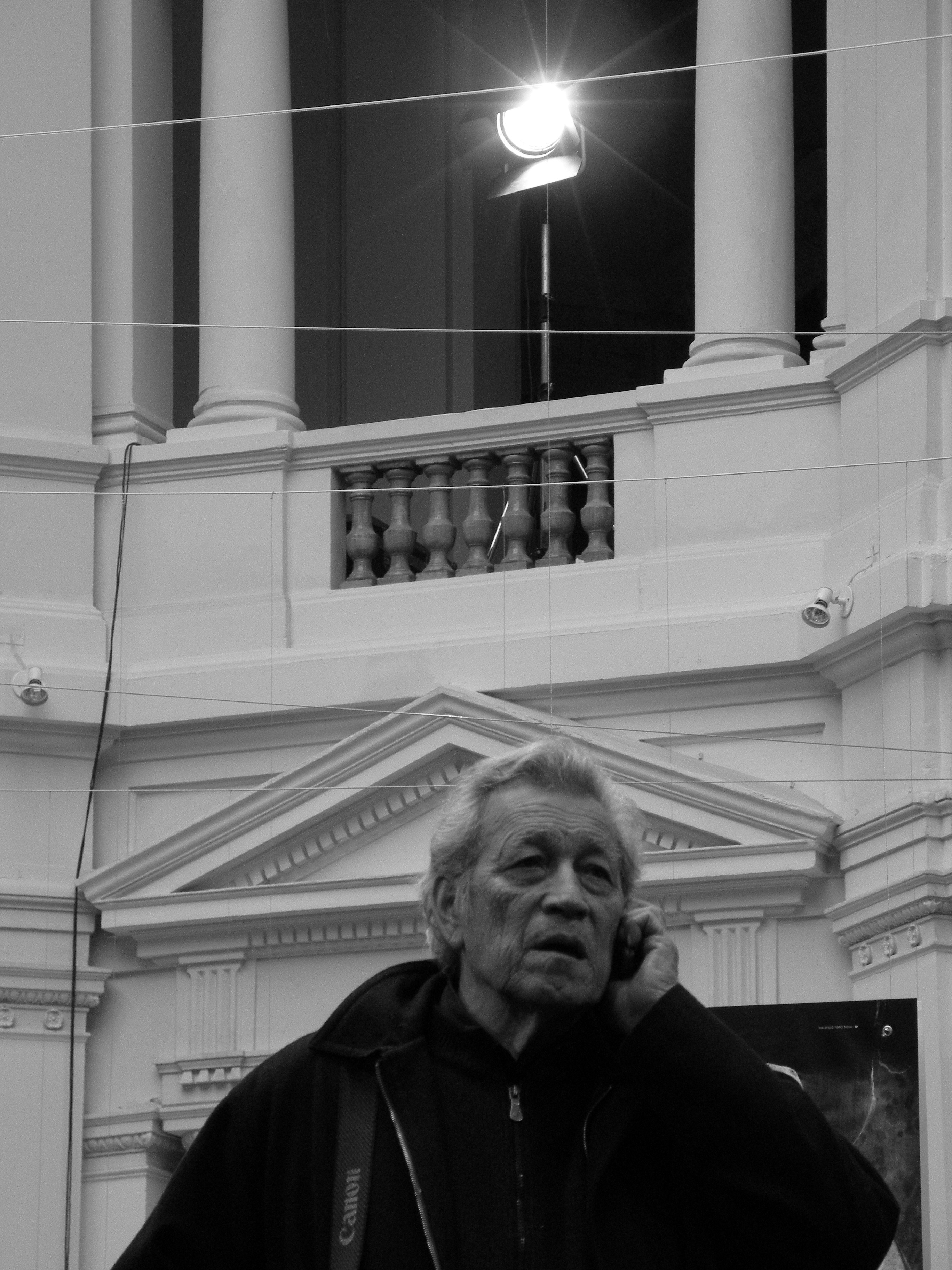
El fotógrafo de la Vicaría de la Solidaridad, Luis Navarro, acompañó a la comisión que visitó el lugar, registrando los restos de la masacre antes de hacer pública la denuncia, para evitar que fuera borrada la evidencia por la dictadura.

Un campesino se dirigió a las oficinas de la Vicaría de la Solidaridad. Denunció que en unos hornos de una mina de cal encontró los restos de cuerpos humanos. El vicario padre Cristian Precht Bañados coordinó una comisión para verificar estos hechos. Participaron de esta comisión: Enrique Alvear, el obispo auxiliar de Santiago; el vicario Precht y Javier Egaña, secretario ejecutivo de la Vicaría; el abogado jefe de la Vicaría, Alejandro González; el abogado Máximo Pacheco Gómez; el director de la revista Qué Pasa, Jaime Martínez y el subdirector de la revista Hoy, Abraham Santibáñez. El 30 de noviembre de 1978 esta comisión se dirigió al lugar, unos hornos de cal abandonados, donde se denunció la presencia de restos humanos. Según relata el periodista Abraham Santibáñez, en esos hornos encontraron: “Trozos de cráneos amarillentos, con huellas de cuero cabelludo; pelos sueltos, negros; ropas desgarradas en las que se reconoce un blue jeans, un chaleco de hombre”.
Al día siguiente abogados de la Vicaría de la Solidaridad concurrieron al palacio de los Tribunales para exigir la designación de un ministro en Visita que investigue los hechos denunciados. En presencia de una jueza se rescataron los restos y fueron llevados al Servicio Médico Legal. El 6 de diciembre de 1978 el Pleno de la Corte Suprema designó ministro en Visita al ministro de la Corte de Apelaciones de Santiago, Adolfo Bañados, encargándolo de proseguir la investigación del hallazgo de Lonquén.

## Investigación ante la justicia militar
El ministro de la Corte de Apelaciones de Santiago, Adolfo Bañados pudo verificar en su investigación que los quince hombres que hasta ese entonces habían sido considerados como desaparecidos, fueron efectivamente las personas detenidas el 7 de octubre de 1973 por carabineros de la Tenencia de Isla de Maipo. El ministro además estableció la falsedad de las versiones de los funcionarios implicados en las 15 muertes, quienes declararon que las víctimas murieron en confusos enfrentamientos nocturnos.
Al declarar ante el juez Bañados, el carabinero Lautaro Eugenio Castro Mendoza, declaró que los quince hombres fueron llevados a Lonquén después de ser detenidos dado que uno de ellos le informó de la existencia de armas ocultas en las minas abandonadas. Castro agrega que al llegar a los hornos de Lonquén, fueron atacados repentinamente con armas de fuego desde los cerros, ellos respondieron de la misma forma, disparando. Según la versión de Castro al finalizar el tiroteo, él y sus colegas se dieron cuenta de que todos los detenidos habían muerto, a pesar de que todos los carabineros resultaron totalmente ilesos.
Ante la incongruencia de la versión de los hechos, el ministro estableció la culpabilidad del Capitán en los hechos pero debió el 4 de abril de 1979 declararse incompetente y el proceso pasó a la justicia militar. Sin embargo, el ministro en visita había llegado a importantes conclusiones. La investigación de Bañados había establecido que las víctimas no murieron durante un enfrentamiento y que la versión del Capitán Lautaro Castro era "intrínsecamente inverosímil". El ministro Bañados estableció que: "En ninguno de los quince restos esqueléticos, estudiados por el Instituto Médico Legal, se comprobaron señales de perforaciones, fracturas u otro tipo de vestigios que pudieran relacionarse con proyectiles de arma de fuego impactando un organismo vivo, por lo que la muerte de las quince personas hay que atribuirla a otras causas"
El proceso siguió su marcha en la Justicia Militar, el 2 de julio de 1979, el Fiscal Militar dictó encargatoria de reo en contra los carabineros que participaron en la muerte de los campesinos, todos en calidad de autores del delito de homicidio de los quince detenidos el 7 de octubre de 1973. Sin embargo, el 16 de agosto en virtud del Decreto Ley de Amnistía de 1978, se sobreseyó definitivamente en favor de los reos. Esta resolución fue confirmada por la Corte Marcial el 22 de octubre de 1979.

## Retiro de los cuerpos y fin de los hornos
Los familiares de los campesinos luego de la investigación solicitaron al Servicio Médico Legal la entrega de los restos de sus familiares. Sin embargo, aunque el Fiscal Militar ordenó entregar los restos de las víctimas a sus familias, los restos fueron sacados esa noche del Instituto Médico Legal en forma clandestina y fueron enterrados en una fosa común del cementerio municipal de Isla de Maipo, con el fin de evitar cualquier tipo de demostración contra un régimen que negaba sistemáticamente la existencia de detenidos desaparecidos. El encontrar restos en Lonquén, más una investigación judicial, comprobó que los detenidos desaparecidos no solamente tenían nombre y apellido, pero en este caso habían muerto bajo circunstancias extrañas y sus cuerpos habían sido ocultados.
En marzo de 1980 el nuevo propietario del fundo Lonquén dinamitó los hornos, cambiando para siempre el sitio que se había transformado en un lugar de peregrinaje para los parientes y amigos de los quince muertos.

## Transición a la democracia

### Informe Rettig
Familiares de los 15 campesinos presentaron su testimonio ante la Comisión Rettig, Comisión de Verdad que tuvo la misión de calificar casos de detenidos desaparecidos y ejecutados durante la dictadura. Sobre el caso de los 15 campesinos de Isla de Maipo, el Informe Rettig señaló que:

“El 7 de octubre de 1973, a partir de las 21:45, once personas pertenecientes a tres familias de campesinos del sector Isla de Maipo, fueron detenidos en sus respectivos domicilios, en una acción que tomó cerca de una hora y media, por efectivos de Carabineros de la Tenencia de Isla de Maipo, quienes se movilizaban en una camioneta perteneciente al dueño del fundo donde se encontraban las casas de los detenidos.  Los agentes no portaban orden de detención ni allanamiento, a pesar de lo cual los domicilios fueron registrados, los familiares atemorizados y en algunos casos objeto de violencias innecesarias.  Los detenidos trasladados a esa Tenencia fueron:
Enrique René ASTUDILLO ALVAREZ, 51 años; Omar ASTUDILLO ROJAS, 20 años; Ramón ASTUDILLO ROJAS, 27 años; Carlos HERNANDEZ FLORES, 39 años; Nelson HERNANDEZ FLORES, 32 años;  Oscar HERNANDEZ FLORES, 30 años; Sergio MAUREIRA LILLO, 46 años; José MAUREIRA MUÑOZ, 26 años; Rodolfo MAUREIRA MUÑOZ, 22 años; Segundo MAUREIRA MUÑOZ, 24 años; y Sergio MAUREIRA MUÑOZ, 27 años.
Testigos presenciales de los hechos relataron ante esta Comisión que los detenidos fueron subidos a una camioneta, amarrados y tendidos boca abajo.  Sobre ellos iban parados los agentes de Carabineros.  Una vez que llegaron a la Tenencia, se procedió a golpearlos.  
El mismo día, cuatro jóvenes que se encontraban en la plaza de Isla de Maipo fueron detenidos por agentes de Carabineros, siendo trasladados a la misma Tenencia.  Se trató de: Miguel BRANT BUSTAMANTE, 22 años trabajador agrícola; José HERRERA VILLEGAS, 17 años, trabajos esporádicos; Manuel Jesús NAVARRO SALINAS, 20 años, labores en taller ciclista; Iván ORDOÑEZ LAMA, 17 años, sin oficio.  
Transcurrido un tiempo las búsquedas de los familiares resultaron infructuosas, interponiéndose recurso de amparo en el año 1974, en favor de los once campesinos detenidos.  En la tramitación de ese recurso, el Subrogante de la Tenencia de Isla de Maipo, expresó, mediante oficio dirigido a la I.  Corte de Apelaciones de Santiago; “efectivamente fueron detenidos en el mes de octubre del año pasado, por personal de esta unidad, los que fueron enviados con minuta s/n, de fecha 8 del mismo mes, por las razones que en ella se indica, al Campo de Prisioneros de Estadio Nacional en donde fueron recibidos conforme, según consta por firma que registra al reverso de la copia de la minuta que, al parecer, dice Sargento 2º González, documento del cual se adjunta fotocopia”. Sin embargo, a raíz de una denuncia anónima que conoció la Iglesia Católica, a fines de 1978, en la cual se informaba sobre la existencia de restos humanos en una mina abandonada de Lonquén, se inició una investigación judicial a cargo del Ministro en Visita, Adolfo Bañados Cuadra y más tarde, debido a la declaración de incompetencia de éste, por el Fiscal Militar Gonzalo Salazar Swett.
Los agentes de Carabineros que tuvieron participación en la detención, declararon ante este Ministro en Visita y ante el Juez Militar, entregando la siguiente versión: el 8 de octubre de 1973, alrededor de la 01:00 de la madruga, decidieron trasladar a todos los detenidos al Centro de Detención del Estadio Nacional, deteniéndose en los hornos de cal de Lonquén, por cuanto uno de los detenidos habría comunicado que en una mina abandonada del área, existía armamento oculto.  En ese lugar bajaron a los detenidos y mientras caminaban en dirección a los hornos, comenzó un ataque con armas de fuego contra la totalidad del grupo.  Como resultado de dicha acción, habrían resultado muertos la totalidad de los detenidos, sin producirse bajas en los uniformados.  Ante el temor de represalias por parte de familiares de las víctimas, el oficial a cargo de Carabineros, decidió ocultar los cadáveres en los hornos abandonados.
Con fecha 4 de abril de 1979, el Ministro en Visita dictó una resolución por la cual se declaró incompetente para proseguir el conocimiento de la causa, remitiéndola al Segundo Juzgado Militar de Santiago.  Esta resolución contiene diversos considerandos en los cuales se establece que los cadáveres enterrados en el horno de cal de Lonquén, corresponden a los quince detenidos el 7 de octubre de 1973, en Isla de Maipo y que en la muerte de estas personas tuvo “ingerencia y responsabilidad directa” el Jefe de la Tenencia de la época, “sin perjuicio de la que pueda afectar a los que obraron bajo su mando.  Asimismo, de los términos de su confesión surge, también, el hecho de que incurrió en estos actos durante o con ocasión del servicio policial”.
En los considerandos Nº 8 y 9 de la resolución, se estableció que la versión entregada por el Jefe de la Tenencia, no sólo se contraponía a los antecedentes reunidos en la investigación, sino que “resulta intrínsicamente inverosímil (y lo mismo cabe decir de las declaraciones de sus subordinados).  En efecto, no cabe imaginar que, en el supuesto enfrentamiento ocurrido en medio de la oscuridad los proyectiles contrarios hayan alcanzado tan solo a los detenidos y no a los funcionarios policiales que se encontraban prácticamente junto a ellos y que los impactos hayan sido tan certeros que, uniformemente, causaran la muerte instantánea de las víctimas, sin dejar, por lo demás, rastros o huellas en otra parte.
Que sobre este aspecto, conviene puntualizar que en ninguno de los quince restos esqueléticos, estudiados por el Instituto Médico Legal, se comprobaron señales de perforaciones, fracturas u otro tipo de vestigios que pudieran relacionarse con proyectiles de arma de fuego, impactando un organismo vivo, por lo que la muerte de las quince personas hay que atribuirla a otras causas”.
Posteriormente, el Fiscal Militar dictó encargatoria de reo en contra los agentes de Carabineros que prestaban servicios en la Tenencia de Lonquén, en calidad de autores del delito de violencias innecesarias causando la muerte de todos los detenidos ya individualizados.  
Más tarde se dictó sentencia, mediante la cual se sobreseyó total y definitivamente en favor de los reos, por el delito de violencias innecesarias, en virtud de lo dispuesto en el Decreto Ley de Amnistía del año 1978.  Dicha sentencia fue confirmada por la Corte Marcial.
En cuanto a la entrega de cadáveres de las víctimas, la Segunda Fiscalía Militar ofició al Servicio Médico Legal, a fin de que hiciera entrega de los restos identificados a sus familiares.  En ese oficio, se dispuso: “ ...Ud.  hará entrega para su sepultación, de los restos de Sergio Adrián Maureira Lillo previa comprobación del parentesco de los deudos acreditado en los certificados de filiación correspondientes.  ....  Siendo imposible la identificación de las restantes osamentas de acuerdo al mérito de autos procédase a su sepultación de acuerdo con la ley en la localidad de Isla de Maipo por corresponder al lugar de su fallecimiento”.
El mismo día en que se remitió el oficio, los familiares se reunieron en la Iglesia Recoleta Franciscana, con el fin de celebrar una misa de funeral.  Mientras esperaban la llegada de los restos, se impusieron que los cuerpos habían sido sepultados por funcionarios del Servicio Médico Legal en el Cementerio Municipal de Isla de Maipo, en una fosa común, a excepción de Sergio Maureira Lillo, sin consulta previa a ellos.
Ante este hecho, los familiares interpusieron Recurso de Queja en contra del titular de la Segunda Fiscalía Militar de Santiago, por la “alta y abuso cometidos al no cumplir estrictamente la orden de entrega de los cadáveres ...  y determinar las medidas conducentes a remediar los agravios causados a la parte recurrente”.
La Corte Marcial acogió este Recurso, aplicando al Fiscal Militar la medida disciplinaria de censura por escrito.  La Corte Suprema dejó sin efecto esta medida disciplinaria puesto que, según dispuso en su sentencia de 4 de enero de 1980, “... fueron los propios jueces que se la impusieron los que le señalaron el procedimiento que empleó..” Los restos no han sido exhumados posteriormente.

De acuerdo a todos los elementos referidos y sin perjuicio de lo establecido por la Justicia, ésta Comisión tiene convicción sobre la responsabilidad directa de los agentes del Estado que entonces prestaban servicios en la Tenencia de Isla de Maipo, en la muerte de los quince detenidos y del ocultamiento posterior de sus cadáveres y a todos ellos se les tiene, en consecuencia, como víctimas de la violación a su derecho a la vida”.

### Monumento Nacional
Después del regreso de la democracia, el sitio en que ocurrieron los hechos fue declarado monumento nacional el 19 de enero de 1996 y posteriormente, en el año 2005 el fisco adquirió definitivamente el área de 6,5 hectáreas en las que se encuentra este sitio histórico.

## Identificación de las víctimas y funeral
El 19 de febrero de 2010 en el Servicio Médico Legal, el ministro en visita Héctor Solís dio a conocer las identidades de 13 víctimas detenidas tras el golpe militar y cuyos restos fueron hallados en una fosa clandestina en la localidad de Lonquén en 1978. Durante la jornada, el juez recibió a los familiares de cada ejecutado político y les explicó el proceso de identificación que comenzó en 2006, cuando se exhumaron los restos desde el cementerio parroquial de la comuna de Isla de Maipo, con el propósito de certificar en un laboratorio extranjero la identidad de cada pieza ósea.
37 años luego de ocurrido los hechos, 32 años luego de descubrir sus restos se realizó un funeral y homenaje a las víctimas de los Hornos de Lonquén. El viernes 26 de marzo del 2010, 14 de las 15 urnas fueron entregadas por el Servicio Médico Legal, trasladadas hasta la iglesia Recoleta Franciscana, donde inicialmente los cuerpos de las víctimas iban a ser velados el 14 de septiembre de 1979. Luego fueron trasladados a Isla de Maipo, en ese lugar recibieron un homenaje para luego ser enterrados en un Monumento en el cementerio de Isla de Maipo. El domingo 28 de marzo del 2010, 14 de los campesinos de Isla de Maipo pudieron recibir un homenaje de la comunidad y sus familias, realizando un funeral que tardo 37 años en llegar. Sin embargo, Manuel Navarro, fue el último reconocido. A seis días antes de cumplir 42 años de su desaparición. El 29 de enero de 2016, su cuerpo fue entregado por el Instituto Médico Legal a sus familiares y el 30 de enero de 2016 será el funeral del último reconocido de los Hornos de Lonquén en isla de Maipo.

## Nueva investigación judicial
Se presentó nuevamente una denuncia a la justicia por la muerte de los campesinos de Isla de Maipo. Esta causa fue llevada por el ministro en visita Héctor Solís, quien no pudo continuar con su investigación. La ministra de la Corte de Apelaciones de San Miguel Marianela Cifuentes, continuó la investigación finalizándola el 12 de septiembre de 2016 cuando dictó sentencia de primera instancia. La ministra condenó a los 7 carabineros que detuvieron a los quince campesinos, se condenó por el delito de secuestro calificado a los ex carabineros: Lautaro Castro Mendoza, jefe de la patrulla, a la pena de 20 años de prisión por su responsabilidad como autor. David Coliqueo Fuentealba, Justo Ignacio Romo Peralta, Félix Héctor Sagredo Aravena, Jacinto Torres González, Juan José Villegas Navarro condenados a la pena de 15 años de prisión. Pablo Ñancupil Raguileo fue condenado a 900 días de prisión. El caso pasó a segunda instancia, la Corte de Apelaciones de San Miguel, el 16 de mayo del 2017, confirmó la sentencia. El 16 de junio del 2018 la Corte Suprema confirmó la sentencia que condenó a 6 ex carabineros dado que el jefe de los carabineros Lautaro Castro falleció antes de la condena.